# Siergiej Czeriepnin
Siergiej Aleksandrowicz Czeriepnin (ros. Серге́й Александрович Черепнин, ur. 2 lutego 1941 w Issy-les-Moulineaux, koło Paryża)  – amerykański kompozytor, skrzypek i projektant instrumentów elektronicznych rosyjskiego pochodzenia. Naturalizowany jako Amerykanin w 1960 .

## Życiorys
Pochodzi ze słynnej rodziny Czeriepninów. Jego dziadek Nikołaj, uczeń Nikołaja Rimskiego-Korsakowa, był kompozytorem i dyrygentem, ojciec Aleksandr – kompozytorem i pianistą, brat Iwan – kompozytorem i pedagogiem muzycznym. Jego bratankowie Siergiej i Stefan również są kompozytorami  .
Jako skrzypek grał profesjonalnie z ojcem w wieku kilkunastu lat. Później studiował kompozycję u ojca i u Nadii Boulanger w Paryżu. Następnie studiował na Harvardzie pod kierunkiem Billy’ego Jima Laytona (1958–1963) i w Princeton u Leona Kirchnera (1963–1964), wreszcie w Europie u Herberta Eimerta, Karlheinza Stockhausena, Luigiego Nono, Earle'a Browna i Pierre’a Bouleza .
W latach 1970–1973 wykładał w California Institute of the Arts, gdzie podjął badania nad muzyką elektroniczną. Prowadził też kursy mistrzowskie w Dartington International Summer School w 1979, 1980 i 1988. W 1973 zaprojektował syntezator modularny Serge produkowany od 1974 przez jego firmę Serge Modular Music Systems początkowo w Hollywood, a następnie w San Francisco .
W 1986 przeniósł się do Francji .